# Diana Pinto
Diana Pinto (1949) és una historiadora i escriptora estatunidenca, resident a París.

## Biografia
Filla de pares jueus italians, es va formar als Estats Units i es va graduar a la Universitat Harvard, on es va doctorar en Història Contemporània Europea.
Després de la caiguda del mur de Berlín, es va convertir en la redactora en cap de Belvédère, la primera crítica paneuropea de França per a un públic general. També va treballar com a consultora de la Direcció Política del Consell d'Europa amb seu a Estrasburg per als seus programes de societat civil a Europa de l'Est i a l'antiga Unió Soviètica.
Ha estat becària Fulbright, membre del American Council of Learned Societies, del Collegium Budapest a Hongria i del Fòrum Einstein de Potsdam. És membre fundadora del Consell Europeu de Relacions Exteriors.
Com a membre sènior i membre de la junta directiva de l'Institut de Recerca en Polítiques Jueves (Londres), ha treballat en un projecte de "Veus jueves per a la res publica europea".
Està casada amb el politòleg francès Dominique Moïsi.

## Publicacions
Entre d'altres, Diana Pinto va publicar un lectura sobre Sociologia italiana contemporània (1981) i el llibre autobiogràfic Entre deux mondes (Entre dos mons, 1991). Ha impartit àmpliament conferències sobre qüestions transatlàntiques i sobre la vida jueva a l'Europa contemporània com a capítol crucial dels desafiaments pluralistes del continent. Els seus articles s'han publicat a tot l'Europa de l'Est i de l'Oest.
El 1996 va publicar un document polític debatut internacionalment sobre A new Jewish identity for post-1989 Europe (Una nova identitat jueva per a l'Europa posterior al 1989), que afirmava que l'Europa posterior a la Guerra Freda es podria convertir "en el tercer pilar d'una identitat jueva mundial a les cruïlles d'un passat interpretat recentment i futur democràtic i pluralista".
El 2013, Harvard University Press va publicar el retrat psicològic i simbòlic de Pinto sobre la societat israeliana "postmoderna", Israel Has Moved (Israel s'ha mogut).